# Fat Bottomed Girls
A Fat Bottomed Girls a második dal a brit Queen rockegyüttes 1978-as Jazz albumáról. A szerzője Brian May gitáros volt. Elmondása szerint részben az énekes, Freddie Mercury inspirálta: „ez van, ha van egy nagyszerű énekesed, aki szereti a nagy hátsójú lányokat és fiúkat.” May 1998-ban beszélt a Guitar Worldnek a szöveg hátteréről: „Valahogy csak eszembe jutott a dallam, és szavak egy sora. Hasonlóan a »Tie Your Mother Down«-hoz. Fogalmam sincs mit akar jelenteni a »tie your mother down«, egyszerűen csak találgattam. […] A »Fat Bottomed Girls« egy dal lett azokról a lányokról, akik a színpad mögött tartják az emberben a lelket. A gruppik és hasonlók. Annak fényében, hogy miket beszéltünk azelőtt Freddie szexuális beállítottságáról, emlékszem, azt gondoltam, »Freddie fogja énekelni, én pedig úgy fogom megírni, hogy érteni fogod, bármi is legyen az ízlésed. Lehetsz bármilyen irányultságú szexuálisan, a dalnak ugyanúgy lesz értelme számodra.« Emlékszem, azt gondoltam, »miért szereti mindenki az alkalmi szex gondolatát olyasvalakivel, akivel egyébként nem akar együtt lenni? Miért jelent ez olyan sokat nekik? Honnan ered ez a dolog?« Láttam a mosolyt Freddie arcán, amikor énekelte, de soha nem beszéltünk róla.”
May a gitárjának alsó húrját egy teljes hanggal lejjebb hangolta (Drop D hangolás), így a gitárhangzás keményebb lett, a négyes és hatos húrokon basszushangokat tudott játszani, az első húrokon pedig akkordokat. Power akkordokat játszott, a ritmusgitárt rájátszással duplázta meg, és treble booster pedállal torzította.
1978. október 13-án dupla A oldalas kislemezen jelent meg a „Bicycle Race”-szel együtt. A rajongóik egy része túl alpárinak találta: „Ezzel elveszítettük hallgatóink egy részét” – mondta később May. – „Azt mondták, »Hogy tehettétek ezt? Nem illik a spirituális oldalatokhoz.« Én azonban azt mondom erre, hogy a testiség éppolyan része az embernek, mint a spirituális vagy intellektuális oldal. Nem kérek bocsánatot. Minden zene csak kerülgeti a nemiség témáját, némelyik elég közelről. A miénk nem. A mi zenénkben vagy sugalljuk, vagy félig tréfásan utalgatunk, de mindig ott van.” A „Bicycle Race”-hez készítettek egy videóklipet, amelyben ötven meztelen nő részvételével bicikliversenyt rendeztek a londoni Wimbledon stadionban. A kislemez borítóján az egyik versenyzőről készült kép szerepelt, ami Amerikában akkora ellenérzést váltott ki, hogy muszáj volt a későbbi kiadásokon fehérneműt retusálni a rá. A későbbi amerikai kiadásokon már nem ez a kép szerepelt, de adtak a kiadványhoz egy kupont, és postán meg lehetett rendelni az eredeti borítót. Az eset jelentősen megtépázta az együttes hírnevét, a Record Mirror „Make A Total Fool Of Yourself” (Csinálj Magadból Teljesen Hülyét) címmel gúnyolta a dalt, az NME leközölt egy hátulról készült fényképet Mercuryról „Fat Bottomed Queen” aláírással.
A kislemez fogadtatásának sokat ártott a botrány: Angliában a tizenegyedik, Amerikában a huszonnegyedik helyet érte el a slágerlistán – Angliában több mint 200 ezres eladással ezüstlemez lett. Az NME azt írta: „A Queen beint a sajtónak. Ha ez a következő albumot akarja beharangozni, akkor még rosszabb kritikát érdemel, mint amilyet eddig kapott”, a Sounds viszont dicsérte: „úgy kezdődik, mint egy gyűlés egy harlemi templomban, utána kemény rockzenébe megy át, amiben az együttes annyira jó.” Dave Marsh a Rolling Stone-ban azt írta: „Nem szexista – a nőket még csak nem is a szexualitás tárgyaként kezeli, hanem egyszerűen tárgyként, és kész.” Mitchell Cohen a Creemben úgy vélte, bár May írt pár jobb dalt a lemezre, „de mivel ő a felelős a vihorászó »Fat Bottomed Girls«-ért, hiba lenne, ha felmentenénk őt a felelősség alól.” Greg Prato az AllMusic oldalán azt írta: „Félrehangolt, egyszerre bluesos és metálos gitárriffre épül, és rögtön a kórussal indít – megmutatva a Queen kifogástalan énekes képességeit (itt a kaliforniai country cowboyokra, az Eagles-re emlékeztetnek). […] a mai napig a klasszikus rock rádiók egyik kedvence.”
1978 és 1982 között rendszeresen játszották a koncerteken, felkerült a Live Killers koncertalbumra, és a Queen on Fire – Live at the Bowl koncertfilmre. Nagy visszhangot váltott ki az 1978. november 16-ai koncert a New York-i Madison Square Gardenben, ahol az előadás közben kilenc meztelen nő jelent meg a színpadon és vette körbe Mercuryt. A sajtó felkapta az esetet: „Milyen messzire tud elmenni a Queen, mire az emberek rájönnek, hogy nem csak a bicikliző szépségek meztelenek?” – írta a Rolling Stone. May játszotta az 1998-as Another World albumát követő szóló turnéján, és a Queen + Paul Rodgers koncerteken is előadták, így a Return of the Champions koncertalbumra is felkerült.
A Remember Monday brit lányegyüttes 2021-ben adta ki a dalból készült countryfeldolgozást.

## Közreműködők
- Ének: Freddie Mercury, Brian May
- Háttérvokál: Freddie Mercury

Hangszerek:
- Roger Taylor: dob
- John Deacon: basszusgitár
- Brian May: elektromos gitár

## Kiadás és helyezések
| Év   | Lista                     | Helyezés |
| ---- | ------------------------- | -------- |
| 1978 | Brit kislemezlista        | 11       |
| 1978 | Amerika Billboard Hot 100 | 24       |
| 1978 | Ausztriai slágerlista     | 51       |
| 1978 | Belgium Ultratop          | 11       |
| 1978 | Francia slágerlista       | 7        |
| 1978 | Német kislemezlista       | 27       |
| 1978 | Ír slágerlista            | 10       |
| 1978 | Hollandia MegaCharts      | 5        |
| 1978 | Norvég kislemezlista      | 7        |

| Ország       | Eladási minősítés | Eladás   |
| ------------ | ----------------- | -------- |
| Anglia (BPI) | ezüst             | 200 000+ |